# Veszprém KSE
El MKB Veszprém es un equipo de balonmano de la localidad húngara de Veszprém. Actualmente milita en la Primera División de la liga húngara de balonmano. Es el gran dominador del balonmano de su país en los últimos años. A mediados de la temporada 2008/2009 el club sufrió una grave tragedia al ser asesinado su pivote rumano Marian Cozma y el club retiró el número 8 en su honor.

## Historia

### Inicios
El deporte del balonmano había tenido una larga tradición en Veszprém. Tal es así que el club femenino Bakony Vegyész fue el primero de fuera de Budapest que ganó el campeonato nacional húngaro en 1970.
El equipo masculino fue fundado en 1977, como Veszprémi Építők (Constructores de Veszprém), siendo este nombre aún utilizado por los aficionados del equipo durante los partidos. La decisión sobre el patrocinio de la compañía regional de construcciones fue política, cuando el equipo masculino de Bakony Vegyész descendió de la segunda a la tercera división de Hungría.

### Años 1980
Bajo el liderazgo de Csaba Hajnal, ascendieron en 1981 a la primera división del balonmano húngaro, alcanzando ya en su primera temporada en la máxima categoría el segundo puesto, y manteniéndose desde entonces entre los tres primeros puestos de la liga, algo único en la historia del balonmano en Hungría.
En las siguientes tres temporadas, ya como VÁÉV-Építők (VÁÉV era la compañía de construcción) lograron un segundo y dos terceros puestos en la liga, llegando a la final de copa en cada una de esas temporadas, y venciendo en la edición de 1984 derrotando en la final al Tatabányai Bányász, logrando así el primer título para el club, permitiendo al equipo participar por primera vez en competiciones continentales la temporada siguiente. 
Un año después se alzarían con su primer título de liga. El debut en la Recopa de Europa no fue tan exitoso, al caer derrotado en los octavos de final por un global de 44-38 con el SC Dynamo Berlin de la antigua República Democrática Alemana.

## Palmarés
- Liga de Hungría:
  - Campeón (28): 1985, 1986, 1992, 1993, 1994, 1995, 1997, 1998, 1999, 2001, 2002, 2003, 2004, 2005, 2006, 2008, 2009, 2010, 2011, 2012, 2013, 2014, 2015, 2016, 2017, 2019, 2023, 2024
  - Subcampeón (10): 1981, 1983, 1987, 1989, 1990, 1991, 1996, 2000, 2007, 2018
  - Tercero (2): 1982, 1984
- Copa de Hungría:
  - Campeón (31) : 1984, 1988, 1989, 1990, 1991, 1992, 1994, 1995, 1996, 1998, 1999, 2000, 2002, 2003, 2004, 2005, 2007, 2009, 2010, 2011, 2012, 2013, 2014, 2015, 2016, 2017, 2018, 2021, 2022, 2023, 2024
- Liga SEHA
  - Campeón (5): 2015, 2016, 2020, 2021, 2022
- Campeonato Mundial de Clubes de Balonmano:
  - Campeón (1): 2024
- Recopa de Europa:
  - Campeón (2): 1992, 2008
  - Subcampeón (2): 1993, 1997
- Supercopa de Europa
  - Subcampeón (2): 2002, 2008

## Plantilla 2024–25

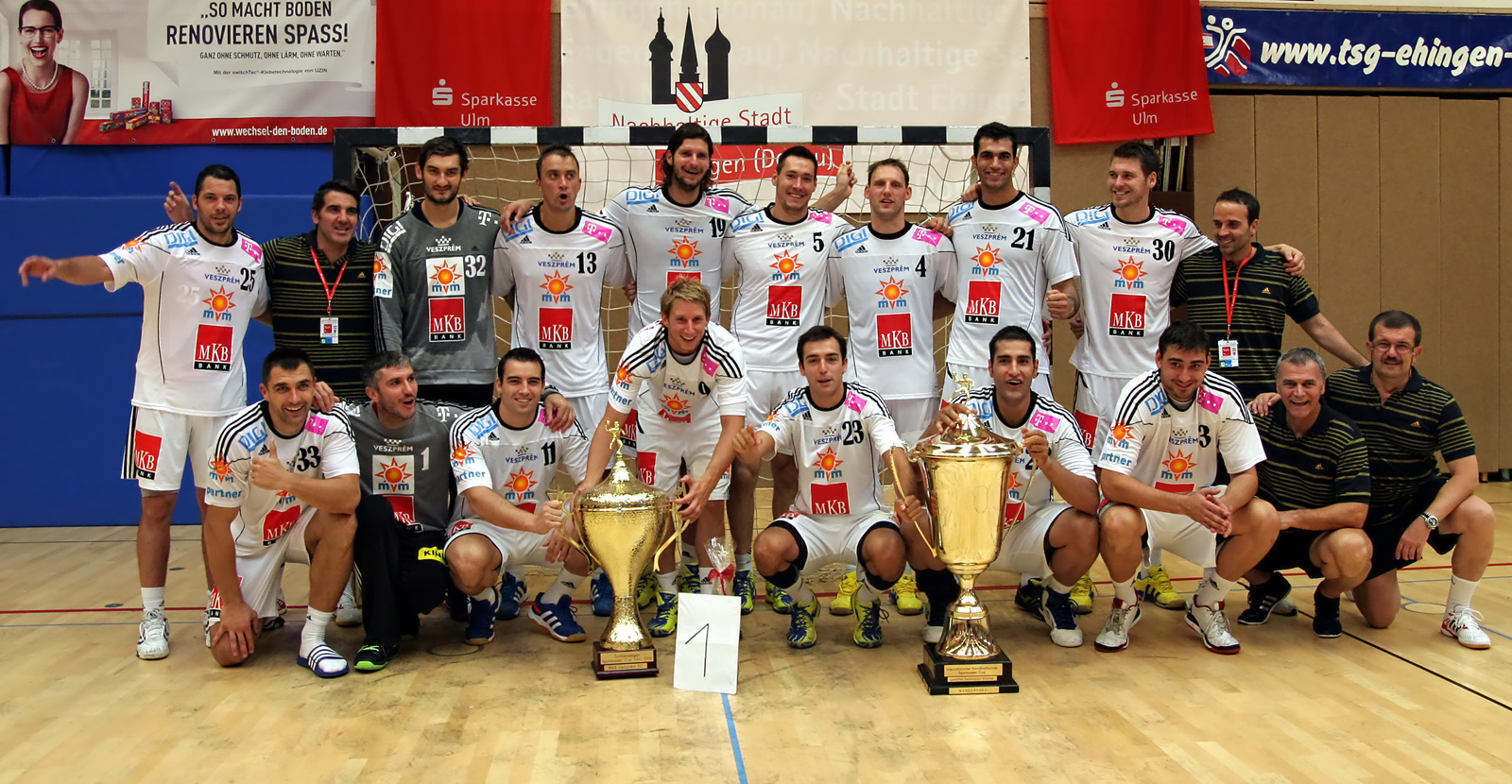
MKB Veszprém (2013)

|  | Porteros - 12 Rodrigo Corrales - 20 Mike Jensen Extremos izquierdos - 09 Hugo Descat - 21 Bjarki Már Elísson Extremos derechos - 24 Gašper Marguč - 34 Végh Bálint - 55 Mikita Vailupau Pívots - 02 Nikola Grahovac - 46 Dragan Pechmalbec - 89 Ludovic Fabregas | Laterales izquierdos - 23 Patrik Ligetvári - 44 Aron Pálmarsson - 99 Serguéi Kosorótov Centrales - 25 Luka Cindrić - 39 Yehia El-Deraa - 88 Agustín Casado Laterales derechos - 17 Lukas Sandell - 29 Nedim Remili - 98 Daniel János Barna |